# Münchberg

Münchberg este un oraș din districtul Hof, regiunea administrativă Franconia Superioară, landul Bavaria, Germania. 

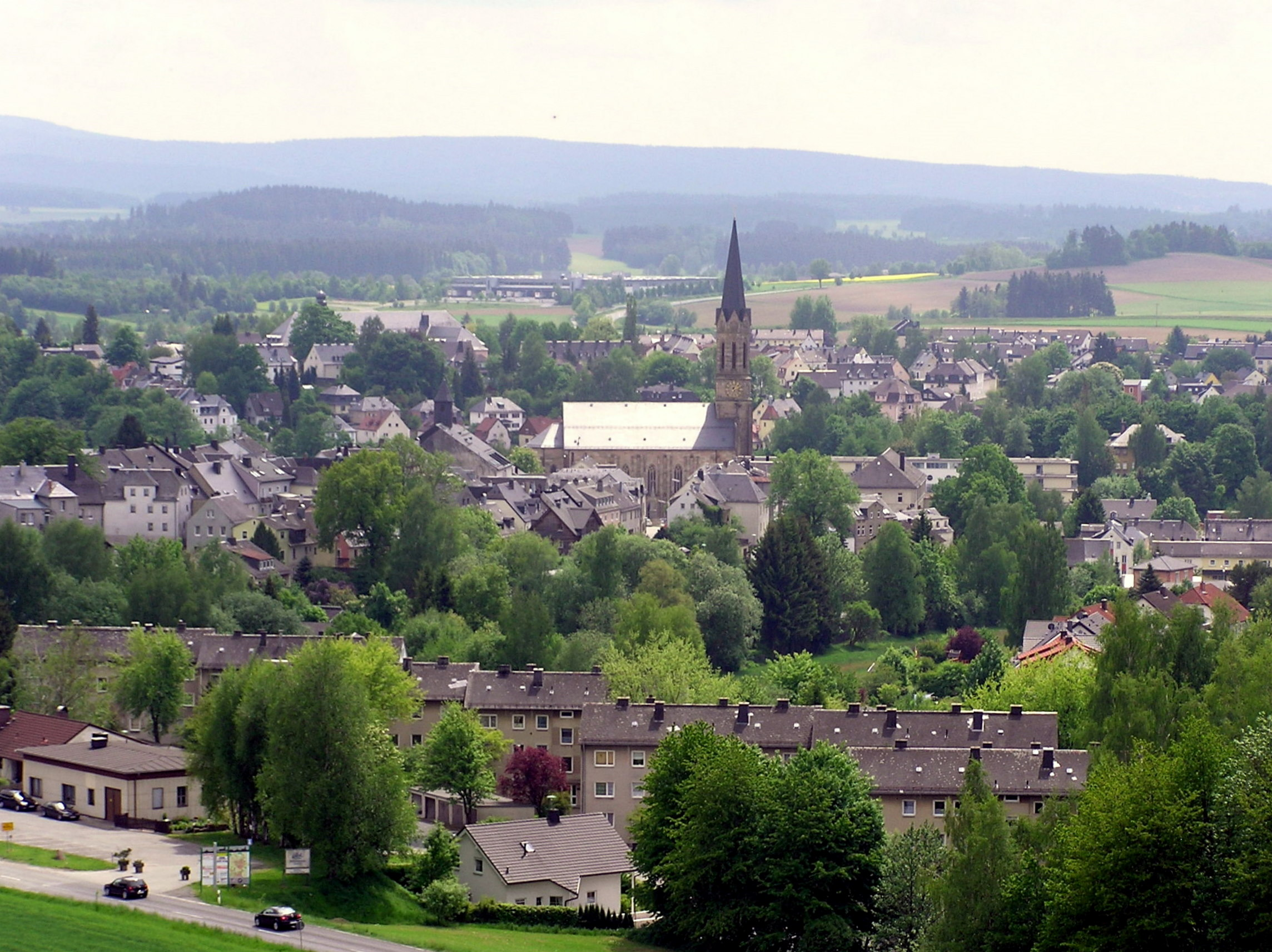
Münchberg